# Orfeón Universitario de la Universidad Central de Venezuela
El Orfeón Universitario de la UCV es una institución musical que forma parte de la Universidad Central de Venezuela, una de las principales instituciones educativas autónomas localizadas en el oeste de Caracas, Venezuela. Fue fundado en 1943 por Antonio Estévez durante la rectoría de Rafael Pizani. 

## Directores
Fundado en 1943 por Antonio Estévez. Sus directores sucesivos fueron los maestros Vicente Emilio Sojo, Evencio Castellanos, Vinicio Adames, Raúl Delgado Estévez y César Alejandro Carrillo. Desde el año 2012 es dirigido por Raúl López Moreno.
Su concierto inaugural se realizó en el Teatro Municipal de Caracas el 19 de mayo de 1944. El programa incluyó la interpretación del Himno Nacional, el Gaudeamus igitur, Por la cabra rubia de Vicente Emilio Sojo, Oligarcas temblad, el Canto aragüeño, la Cantinela pastoral, El curruchá, Cambao, Primavera, Palomita blanca, San Pedro, Fúlgida luna, Esta noche serena, y la Canción de la juventud de Dmitri Shostakóvich.
Pionera de las agrupaciones corales universitarias venezolanas, es el coro activo más antiguo del país. “Voz plural más conmovedora de la Universidad Central de Venezuela”. Es “Patrimonio Artístico de la Nación” decretado por el Ejecutivo Nacional en el año 1983, en ocasión del 40° aniversario de su creación. El Orfeón Universitario tiene una trayectoria que le ha valido el reconocimiento de la comunidad nacional e internacional, desarrollando una intensa actividad de conciertos y proyectos extraordinarios orientados a la difusión del canto coral y a la proyección del movimiento coral universitario venezolano. Desde hace varias décadas, ha organizado festivales nacionales y latinoamericanos de coros universitarios como parte importante de las actividades para conmemorar sus quinquenios aniversarios.
Realiza numerosas giras de conciertos dentro del territorio nacional e internacionalmente ha visitado centro, norte y sur América; Europa y Asia. Así mismo, ha participado en reconocidos festivales internacionales en Estados Unidos, Suiza, Filipinas, Portugal, Ecuador y Argentina.
Posee una heterogénea constitución: estudiantes, egresados de la UCV, estudiantes de música, y otras personas vinculadas a la institución. Cultiva todos los géneros musicales: universal, latinoamericano y venezolano. Tiene en su haber más de doce ediciones discográficas, propias y conjuntamente con reconocidos artistas y agrupaciones musicales nacionales e internacionalmente la producción “Sonidos del Mundo” para el sello JVC Víctor en Japón.

## Tragedia de las Azores
El 3 de septiembre de 1976 el orfeón se vio marcado por una tragedia cuando casi todos sus miembros murieron en un accidente aéreo mientras viajaban a un gira que se realizaría en Europa, cuyo primer destino sería el Festival Internacional de Canto Coral en Barcelona, España. Se atribuyó la situación a una tormenta en la islas Azores (Portugal), en el medio del Océano Atlántico.
Los 68 pasajeros (52 estudiantes, 11 militares y 5 acompañantes) viajaban en un Hércules C-130 de la Fuerza Aérea Venezolana, todos excepto un miembro que había viajado 2 días antes para preparar las presentaciones, perecieron, incluido su entonces director, Vinicio Adames (n. 1927). La UCV alegó que no pudo cubrir los gastos del viaje, por lo que FAV se había presentado como una opción.
Después de seis meses de intenso trabajo, un 27 de marzo de 1977 reaparecía el Orfeón Universitario, bajo la dirección del Prof. Raúl Delgado Estévez y la Coordinación general de la Lic. Graciela Gamboa, fecha en la cual celebró el pasado mes de marzo, los 40 Años de la Reaparición.
En la colección “Enciclopedia Visual”, publicada en el año 2008 por Editorial Santillana, S.A. para el Diario Universal, es considerado como una de las 100 Maravillas de Venezuela. Tiene su sede en los altos del Aula Magna de la Universidad Central de Venezuela, declarada por el Comité Patrimonial de la UNESCO como “Bien Patrimonial de la Humanidad”, en su reunión XXIV anual, celebrada en Cairns, Australia, el 30 de noviembre de 2000.
En los últimos años ha producido eventos extraordinarios como “Cantando a Otilio” en homenaje póstumo a Otilio Galíndez (2010), “Tributo a Inocente Carreño” (2011) y “Orfeón a Casa Llena”, por la celebración de su 65° aniversario, todos realizados en el Aula Magna de la UCV. En el año 2016, en el centenario del nacimiento del Maestro Antonio Estévez participó en el montaje de la Cantata Criolla, organizada por el Instituto Pedagógico de Caracas así como en la organización del concierto “Todo Estévez”, interpretando la música coral del reconocido maestro y en el 2017 celebró el 40 aniversario del “Concierto de Reaparición”.

## Aniversario
El Orfeón Universitario celebró en el 2018 los 75 años de su fundación, con una nutrida programación de actividades y conciertos especiales, entre los cuales destacan la reedición del Concierto Inaugural en el Teatro Municipal de Caracas y el Templo Nacional San Juan Bosco, el X Encuentro Nacional de Coros Universitarios en el Aula Magna de la UCV en homenaje al Maestro Felipe Izcaray, el Concierto de Navidad con la participación de la Orquesta Sinfónica de Venezuela, la Estudiantina Universitaria de la UCV y los Tucusitos en el año 2018, la participación en la misa solemne por el centenario del natalicio del Cardenal José Alí Lebrún Moratinos, oficiada por su Eminencia Baltazar Cardenal Porras Cardozo en la Catedral Metropolitana de Caracas, y en octubre de 2019 su participación en el opening de los Premios Pepsi Music que se realizaron por primera vez en el Aula Magna de la Universidad Central de Venezuela.